# Callipo Sport
Maillots
Le Callipo Sport (connu également sous les noms de différents sponsors principaux au cours de son existence) est un club de volley-ball basé à Vibo Valentia qui a été fondé en 1993, et évolue au plus haut niveau national (Serie A1).

## Historique
- 1973 : Fondation de la Fiamma Vibo Valentia
- 1993 : Fusion du Pallavolo Vibo Marina et de la Fiamma Vibo Valentia pour former le Callipo Sport
- 2004 : le club accède à la Serie A1.

### Sponsoring
- 2001-2013 : Tonno Callipo Vibo Valentia
- 2013- : Tonno Callipo Calabria Vibo Valentia

## Palmarès
- Coppa Italia A2 : 2003

## Joueurs et personnalités du club

### Entraîneurs
- 2001-2002 :  Guillermo Taborda
- 2002-2003 :  Nicola Agricola
- 2003-mars 2004 :  Claudio Torchia
- Mars 2004-décembre 2005 :  Daniele Ricci
- Décembre 2005-2006 :  Roberto Santilli
- 2006-2007 :  Stelio De Rocco
- 2007-2008 :  Ljubomir Travica
- 2008-févr. 2009 :  Flavio Gulinelli
- Févr. 2009 :  Giovanni Torchio (intérim)
- Févr. 2009-2010 :  Jon Uriarte
- 2010-2011 :  Vincenzo Di Pinto
- 2011-2014 :  Gianlorenzo Blengini
- 2014-décembre 2014 :  Ferdinando De Giorgi
- Décembre 2014-2015 :  Luca Monti
- 2015-2016 :  Vincenzo Mastrangelo
- 2016-2017 :  Waldo Kantor
- 2017-janvier 2018 :  Lorenzo Tubertini
- Janvier 2018- :  Marcelo Fronkowiack

### Effectif actuel (2013-2014)
| No                                           | Nom                                          | Date de naissance                            | Taille                       | Poids                        | Poste                        |
| -------------------------------------------- | -------------------------------------------- | -------------------------------------------- | ---------------------------- | ---------------------------- | ---------------------------- |
| 1                                            | Simone Scopelliti                            | 5 avril 1994                                 | 205                          | 80                           | Central                      |
| 2                                            | Ángel Trinidad                               | 27 mars 1993                                 | 195                          | 73                           | Passeur                      |
| 3                                            | Miha Plot                                    | 11 mai 1987                                  | 180                          | 77                           | Libero                       |
| 4                                            | Patrick Steuerwald                           | 3 mars 1986                                  | 180                          | 80                           | Passeur                      |
| 5                                            | Stefano Thiaw                                | 5 janvier 1995                               | 194                          |                              | Réceptionneur-attaquant      |
| 6                                            | Luigi Randazzo                               | 30 avril 1994                                | 198                          | 97                           | Réceptionneur-attaquant      |
| 7                                            | Alessandro Farina                            | 16 mai 1976                                  | 182                          | 80                           | Libero                       |
| 8                                            | Marcello Forni                               | 11 août 1980                                 | 200                          | 90                           | Central                      |
| 9                                            | Alberto Cisolla                              | 10 octobre 1977                              | 197                          | 86                           | Réceptionneur-attaquant      |
| 10                                           | Andrés Villena                               | 27 février 1993                              | 196                          | 84                           | Attaquant                    |
| 12                                           | Simone Sardanelli                            | 3 mai 1994                                   | 180                          |                              | Libero                       |
| 14                                           | Pablo Crer                                   | 12 juin 1989                                 | 205                          | 78                           | Central                      |
| 15                                           | Mauro Gavotto                                | 16 avril 1979                                | 202                          | 88                           | Attaquant                    |
| 17                                           | František Ogurčák                            | 24 avril 1984                                | 198                          | 87                           | Réceptionneur-attaquant      |
| 18                                           | Luca Presta                                  | 6 décembre 1995                              | 200                          |                              | Central                      |
|                                              |                                              |                                              |                              |                              |                              |
| Encadrement technique                        | Encadrement technique                        |                                              | Légende                      | Légende                      | Légende                      |
| Entraîneur : Gianlorenzo Blengini            | Entraîneur : Gianlorenzo Blengini            | Entraîneur : Gianlorenzo Blengini            | : Capitaine                  | : Capitaine                  | : Capitaine                  |
| Entraîneur(s) adjoint(s) : Antonio Valentini | Entraîneur(s) adjoint(s) : Antonio Valentini | Entraîneur(s) adjoint(s) : Antonio Valentini | : Joueur blessé actuellement | : Joueur blessé actuellement | : Joueur blessé actuellement |

| Équipe type : Callipo Sport                                                                             |
| \| Steuerwald · # 4 Ogurčák · # 17 Crer · # 14 Gavotto · # 15 Cisolla · # 9 Forni · # 8 Farina · # 7 \| |
| Steuerwald · # 4 Ogurčák · # 17 Crer · # 14 Gavotto · # 15 Cisolla · # 9 Forni · # 8 Farina · # 7       |

| Steuerwald · # 4 Ogurčák · # 17 Crer · # 14 Gavotto · # 15 Cisolla · # 9 Forni · # 8 Farina · # 7 |

### Joueurs emblématiques
- Christian Pampel (pointu, 1,95 m)
- Rafael Pascual (réceptionneur-attaquant, 1,94 m)